# Capua
Capua je italské město v provincii Caserta v Kampánii na řece Volturno asi 25 km severně od Neapole.

## Geografie
Sousední obce: Bellona, Caserta, Castel di Sasso, Castel Morrone, Grazzanise, Pontelatone, San Prisco, San Tammaro, Santa Maria Capua Vetere, Santa Maria la Fossa, Vitulazio.

## Historie
Původní město snad založili Etruskové okolo roku 600 př. n. l. 4 km jihovýchodně od současného města, kde se dnes nachází Santa Maria Capua Vetere. Stará Capua byla opuštěna v 9. století po nájezdu Saracenů a záhy byla obnovena Langobardy.
Z doby římské se ve městě nachází např. most, nachází se zde také středověká katedrála a hrad.
Ve městě končila slavná římská cesta Via Appia.
Město Capua se do lidské historie zapsalo nesmazatelně už roku 73 př.n.l., kdy z místní gladiátorské školy uprchla jedna z nejslavnějším osobností starého Říma, otrok Spartakus a začalo povstání, které vešlo do dějin.

## Vývoj počtu obyvatel
Počet obyvatel

## Osobnosti
- Errico Malatesta (1853–1932) – anarchista
- Giuseppe Martucci (1856–1909) – skladatel

## Náboženství
Katedrála Nanebevzetí P. Marie je sídelním kostelem arcibiskupa. Hlavní náboženský svátek obce připadá na 5. únor.